# أيميه باريس
أيميه باريس (بالفرنسية: Aimé Paris) هو محامي فرنسي، ولد في 19 يونيو 1798 في باريس في فرنسا، وتوفي في 29 نوفمبر 1866.